# Mega Man X
Mega Man X är det första spelet i Mega Man X-serien. Det utvecklades av Capcom och släpptes 1993 till SNES.
Mega Man X är en uppföljande serie till Mega Man-serien som utspelar sig runt 100 år senare.

## Handling
Under tiden som Mega Man och Dr. Wily slogs mot varandra började Dr. Light arbeta på ett nytt projekt. Ett projekt som han kallade för "X", en ny avancerad version av Mega Man. Dr. Light kände att världen i framtiden skulle behöva en beskyddare som hade kapacitet att efterträda Mega Man. Men när han närmade sig slutet av projektet började han fundera över alla de faror som "X" förmodligen skulle bära med sig, och när projektet väl var klart valde han att söva ner "X" i en kapsel på obestämd tid. Med tanke på att den gode professorn nu började bli till åren valde han också att lämna ett meddelande vid kapseln till den som valde att öppna den, utifall han inte skulle vara i livet då detta inträffade.
Ungefär 30 år senare hittade Dr. Cain kapseln i Dr. Lights nu ödelagda gamla labb, och förstod att detta var något alldeles speciellt. Precis när han skulle öppna kapsel dök meddelandet upp från Dr. Light. I detta berättade han om vad "X" var för något; den första robot någonsin som kan tänka, känna och ta egna beslut. Men han berättade också om hur avancerad "X" var och att om något skulle gå fel så kan han bli det största hotet som världen någonsin skådat. Dr. Cain valde, fullt medveten om varningen, att öppna kapseln och upp steg Mega Man X. Dr. Cain insåg snabbt att X var något speciellt och såg honom mer som en människa än en robot. Han blev också så fascinerad av hans design att han snabbt började skissa på nya avancerade robotar som skulle användas på olika sätt i världen. Snart började nya robotar, kallade Reploids, att massproduceras. Vissa var starkare än andra, men trots att alla var baserade på X var ingen helt identisk med honom.
Snart var gatorna fyllda med Reploids och de levde tillsammans med människorna i harmoni. Men den här harmonin skulle snart få sig en ordentlig vändpunkt. En dag får de Reploids som arbetar mot kriminalitet en rapport om en mystisk källa ute i öknen. En Reploid vad namn Sigma bestämmer sig för att åka dit. Väl på plats hittar han en övergiven bas och därinne finner han en mystisk robot. De började slåss och efter en lång våldsam strid lyckas Sigma få in det avgörande slaget. Han träffar kristallen i robotens panna och det får roboten att kollapsa direkt. Sigma, sårad och skadad, väljer att ta med roboten till basen. Där omprogrammeras den och när den vaknar får man veta att den heter Zero. Ingen vet var han kommer ifrån, och inte heller vem som skapade honom. Zero blir snart en nära vän till X och även hans partner i arbetet mot kriminaliteten. Efterhand börjar Sigma uppföra sig allt konstigare.
Plötsligt en dag går Sigma till attack och det visar sig snart att han har blivit infekterad av ett mäktigt virus. Ett virus som infekterade honom när han besegrade Zero tidigare. Han börjar se kraften i viruset, och börjar okontrollerat infektera andra Reploids. På väldigt kort tid har han byggt upp en armé som han kallar för Mavericks. Både X och Zero känner skuld till vad som inträffat och tillsammans bestämmer de sig för att stoppa Sigma och hans armé till varje pris.
MegaMan X finns också att köpa till PSP (PlayStationPortable), men heter där MegaMan X: Maverick hunter. Det är samma spel, bara lite bättre grafik.

### Mavericks
Detta är en lista över alla de Mavericks som X kommer stöta på under spelens gång. Det finns åtta stycken i varje spel, och de baseras ofta på djur eller växter.
| Engelskt namn     | Nivå          | Specialvapen     | Svaghet          |
| ----------------- | ------------- | ---------------- | ---------------- |
| Flame Mammoth     | Factory       | Fire Wave        | Storm Tornado    |
| Chill Penguin     | Snow Mountain | Shotgun Ice      | Fire Wave        |
| Spark Mandrill    | Power Plant   | Electric Spark   | Shotgun Ice      |
| Armored Armadillo | Gallery       | Rolling Shield   | Electric Spark   |
| Launch Octopus    | Ocean         | Homing Torpedo   | Rolling Shield   |
| Boomer Kuwanger   | Tower         | Boomerang Cutter | Homing Torpedo   |
| Sting Chameleon   | Forest        | Chameleon Sting  | Boomerang Cutter |
| Storm Eagle       | Sky           | Storm Tornado    | Chameleon Sting  |

## Lista över Mega Man X-spel
- Mega Man X (SNES / PC)
- Mega Man X2 (SNES)
- Mega Man X3 (SNES / PlayStation / Sega Saturn)
- Mega Man X4 (PlayStation / PC / Sega Saturn)
- Mega Man X5 (PlayStation / PC)
- Mega Man X6 (PlayStation)
- Mega Man X7 (PlayStation 2)
- Mega Man X8 (PlayStation 2)
- Mega Man X Command Mission (PlayStation 2 / GameCube)
- Mega Man Xtreme (Game Boy Color)
- Mega Man Xtreme 2 (Game Boy Color)
- Mega Man Maverick Hunter X (PlayStation Portable)

### Fotnoter
1. ↑  ”Mega Man X” (på engelska). Mobygames. 22 mars 1993. http://www.mobygames.com/game/mega-man-x. Läst 17 maj 2015.

;